# كوبيتي
كوبيتي (بالإنجليزية: Kopete)‏ هو برنامج تراسل فوري متعدد البروتوكولات، حر ومفتوح المصدر.
وبالرغم من أنه يعمل على مجموعة كبيرة من أنظمة التشغيل إلا أنه صمم أساسًا لبيئة سطح مكتب كيدي كما يشير إلى ذلك أول حرف من اسمه.
بدأ تطوير كوبيتي لأن آي سي كيو حظر «Licq» من شبكته عام 2001.

## سبب التسمية
وطبقًا لإجابة على إحدى الأسئلة الشائعة في موقع كوبيتي فإن اسمه جاء من الكلمة التشيلية Copete والتي تعني المشروبات الكحولية.

## بروتوكولات
- غادو-غادو (Gadu-Gadu)
- لوتس سام تايم (Lotus Sametime)
- خدمة متراسل ويندوز (Windows Messenger service)
- نوفيل جروب وايز (GroupWise)
- أوسكار (OSCAR)
- كيو كيو (QQ)
- سكايب (Skype)
- خدمة الرسالة القصيرة (SMS)
- إكس فاير (Xfire)
- إكس إم بي بي/جينغل (XMPP/Jingle)
- واي إم إس جي (ياهو! ماسنجر) (YMSG)

## برامج منافسة
- شات أون

## روابط خارجية
- كوبيتي على موقع Open Hub (الإنجليزية)